# Gerenciador de Programas
Gerenciador de Programas é o aplicativo principal que foi criado em 1990 no Microsoft Windows, na versão 3.x.
O aplicativo permite visualizar os programas e aplicativos em janelas, chamadas grupos. O aplicativo permite criar grupos, excluir, criar itens de programa, fechar programas que estão com falhas, organizar, arrastar, fechar um programa e encerrar o Windows.
A alteração principal no aplicativo foi em 1992, no Windows 3.1, quando foi criado o grupo Rede. O grupo mostrava os aplicativos especializados em rede, como o Mail, o Schedule+, o Gerenciador da Rede, o Monitor do Sistema, entre outros.

## Curiosidades
- O aplicativo possui grupos de programas, como os programas principais (Área de transferência, Painel de controle, etc.), acessórios, jogos e a pasta Iniciar, onde são colocados os programas que serão executados quando o Windows for iniciado.

- Inicialmente, o programa era chamado MS-DOS Executive. Em 1995, o Windows introduziu o Menu Iniciar.

- No Windows 3.x, o aplicativo fez sucesso, graças às novas opções. Diversos aplicativos e grupos de programa incorporaram o Program Manager.

- Com o Windows NT, o aplicativo ganha mais um grupo, Ferramentas Administrativas, com programas especializados em administração.

- O Menu Iniciar estreou no Windows 95.

- No Windows 95, o aplicativo passa a se chamar Menu Iniciar, com grupos de programas e aplicativos diferentes do Gerenciador de Programas. Primeiramente, era um menu onde é possível acessar programas, documentos, mudar configurações, pesquisar, obter ajuda, executar programas e desligar o computador, depois um menu na qual permite acessar programas e pastas no botão.

- Nas versões do Windows em 32 bits, o aplicativo é localizado no diretório C:\Windows\Progman.exe.